# Salman Rushdie
Ahmed Salman Rushdie (prononcé : /sæl.ˈmɑːn ˈɹʊʃ.di/ ; en ourdou : سلمان رشدی), né le 19 juin 1947 à Bombay, est un écrivain américano-britannique d'origine indienne. Son style narratif, mêlant mythe et fantaisie avec la vie réelle, a été qualifié de réalisme magique.
Objet en 1989 d'une fatwa — condamnation à mort assortie, ici, d’une récompense financière d’un million de dollars — édictée par le « Guide Suprême » chiite, l'ayatollah Rouhollah Khomeini à la suite de la publication d'une narration fictionnelle, son roman intitulé Les Versets sataniques, il est devenu un symbole de la lutte pour la liberté d'expression et contre l'obscurantisme religieux, principalement dans les médias occidentaux.
Depuis la publication de ce « contrat », fatwa à un million de dollars (exigeant sa mise à mort), il fait l'objet d'une protection policière renforcée et utilise des pseudonymes. Cette protection est réduite au fil des ans, jusqu'au retrait de ses gardes du corps.
Le 12 août 2022, il est poignardé à dix reprises et grièvement blessé aux États-Unis. L'agression lui laisse des séquelles (perte d’un œil, notamment), mais il continue à écrire. Il relate son expérience dans un ouvrage Le Couteau, paru en 2024.

## Biographie

### Jeunesse
Salman Rushdie naît en 1947 à Bombay dans une famille musulmane laïque de la bourgeoisie.
Issu d'un milieu aisé, il quitte son pays à l'âge de 13 ans pour vivre au Royaume-Uni. Il y étudie à la Rugby School puis à King's College, Cambridge. Il travaille un temps comme publicitaire chez Ogilvy & Mather. Sa langue maternelle est l'ourdou, mais la majeure partie de son œuvre est écrite en anglais.

### Carrière d'écrivain
Sa carrière d'écrivain débute avec Grimus, un conte fantastique, en partie de science-fiction, qui passe inaperçu de la critique littéraire.
En 1981, il accède à la notoriété avec Les Enfants de minuit (Midnight's Children) pour lequel il est récompensé du James Tait Black Memorial Prize et le Booker Prize. Les Enfants de minuit a plus tard été désigné comme le meilleur roman ayant reçu le prix Booker au cours des vingt-cinq puis des quarante dernières années.
En 1983, il est choisi par la revue littéraire Granta pour figurer dans son premier numéro consacré aux « meilleurs jeunes romanciers britanniques », avec Ian McEwan, Martin Amis, Kazuo Ishiguro et Graham Swift.
Après ce succès, Rushdie écrit un roman, La Honte (Shame), dans lequel il décrit l'agitation politique au Pakistan et dont les personnages sont inspirés de Zulfikar Ali Bhutto et du général Muhammad Zia-ul-Haq.
En 1988, la publication des Versets sataniques soulève une vague d'indignation dans le monde musulman. Le 14 février 1989, l’ayatollah Rouhollah Khomeini émet une fatwa réclamant l’exécution de Rushdie.
En novembre 1993, à la suite d'une vague d'assassinats d'écrivains en Algérie, il fait partie des fondateurs du Parlement international des écrivains (International Parliament of Writers), une organisation consacrée à la protection de la liberté d'expression des écrivains dans le monde. L'organisation est dissoute en 2003 et remplacée par l'International Cities of Refuge (ICORN).
Depuis 2000, il vit principalement à New York, non loin d'Union Square. Il a acquis la nationalité américaine.

### Tentative de meurtre en 2022
Il ne se sent plus menacé et vit sans garde du corps. Le 12 août 2022, il est poignardé alors qu'il s'apprête à donner une conférence à Chautauqua et est évacué vers un hôpital. Hospitalisé pendant six semaines, il se rétablit ensuite progressivement mais il perd l'usage d'une main et d'un œil. Il poursuit cependant son activité et apparaît en public au congrès littéraire de l'ONG en faveur de la liberté d'expression PEN America (en) le 19 mai 2023.

### Vie privée

#### Mariages
Salman Rushdie s'est marié cinq fois. La première fois avec Clarissa Luard, enseignante en littérature, de 1976 à 1987 ; ils ont un fils, Zafar, né en 1979. Il se remarie en 1988 avec la romancière américaine Marianne Wiggins et divorce en 1993,. En 1997, il épouse Elizabeth West, une éditrice et autrice britannique. Ils ont un fils, Milan, né en 1997,. En 2004, il se remarie avec l'actrice et mannequin indienne Padma Lakshmi, dont il divorce en 2007.
Il épouse en 2021 Rachel Eliza Griffiths, autrice et poétesse.
Il a décrit en 2012 ses relations avec trois de ses épouses dans son récit autobiographique Joseph Anton : une autobiographie.

#### Santé
En 1999, il subit une intervention chirurgicale pour traiter un ptosis invalidant, entraînant des difficultés croissantes à garder les yeux ouverts. Il déclare à ce sujet sur la chaîne CNN : « Si je n'avais pas été opéré, je n'aurais plus du tout été capable d'ouvrir les yeux d'ici quelques années. »

## Prises de position
Salman Rushdie a soutenu les sandinistes du Nicaragua et a rejoint le groupe d'écrivains de Harold Pinter opposé à Margaret Thatcher, s'engageant également contre le racisme.
Salman Rushdie s'oppose au projet du gouvernement britannique d'introduire en droit le crime de haine raciale et religieuse, ce qu'il a exposé dans sa contribution La libre expression n'est pas une offense, un recueil d'essais publié par Penguin en novembre 2005[réf. nécessaire].
En juin 2010, il figure parmi les signataires de la pétition en soutien à Roman Polanski lancée au lendemain de l'arrestation du cinéaste en Suisse.

Dans une interview publiée le 8 juin 2017 par Le Nouvel Observateur, il déclare : 

« Il faut arrêter l'aveuglement stupide face au djihadisme qui consiste à dire que cela n'a rien à voir avec l'islam,. »

## L'affaire desVersets sataniques

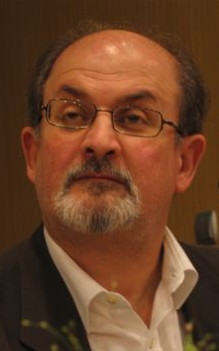
Salman Rushdie, le 3 10 2006.

La publication des Versets sataniques en septembre 1988 déclenche immédiatement une vive réaction dans la communauté musulmane en raison de sa description jugée irrévérencieuse du prophète de l'islam Mahomet. Le livre décrit un prophète de Dieu nommé « Mahound » qui mélange des « vers sataniques avec le divin ». L’Inde bannit le livre dès le 5 octobre, imitée par l’Afrique du Sud le 24 novembre, puis par le Pakistan, l’Arabie saoudite, l’Égypte, la Somalie, le Bangladesh, le Soudan, la Tunisie, la Malaisie, l’Indonésie et le Qatar les semaines suivantes. Le 14 janvier 1989, le roman est l'objet d’un autodafé à Bradford au Royaume-Uni. Le 12 février, cinq personnes sont tuées par la police pendant une manifestation contre l'ouvrage à Islamabad (la capitale du Pakistan).
Le 14 février 1989, une fatwa réclamant l’exécution de Rushdie est émise sur Radio Téhéran par l’ayatollah Rouhollah Khomeini, guide de la révolution de l’Iran, dénonçant le livre comme « blasphématoire » envers l’islam. Comme le roman suggère que Rushdie ne croit plus en l’islam, Khomeini le condamne aussi pour apostasie, ce qui, selon l'interprétation actuelle majoritaire d'un hadith, est passible de mort. Khomeini précise que c’est désormais la responsabilité de tout musulman d’exécuter Rushdie et ses éditeurs :

« Au nom de Dieu tout puissant. Il n'y a qu'un Dieu à qui nous retournerons tous. Je veux informer tous les musulmans que l'auteur du livre intitulé Les Versets sataniques, qui a été écrit, imprimé et publié en opposition à l'Islam, au prophète et au Coran, aussi bien que tous ceux qui, impliqués dans sa publication, ont connaissance de son contenu, ont été condamnés à mort. J'appelle tous les musulmans zélés à les exécuter rapidement, où qu'ils les trouvent, afin que personne n'insulte les saintetés islamiques. Celui qui sera tué sur son chemin sera considéré comme un martyr. C'est la volonté de Dieu. De plus, quiconque approchera l'auteur du livre, sans avoir le pouvoir de l'exécuter, devra le traduire devant le peuple afin qu'il soit puni pour ses actions. Que Dieu vous bénisse tous. »

— Rouhollah Musavi Khomeini
À la suite de cette déclaration, une récompense est offerte pour la mort de Rushdie, qui est contraint de vivre dès lors sous une protection financée par les autorités britanniques.
En France, Salman Rushdie est notamment pris à partie par Jacques Chirac, à l'époque maire de Paris, qui déclare le concernant qu'il n'a « aucune estime pour lui ni pour les gens qui utilisent le blasphème pour se faire de l'argent, comme ce fumiste — je pèse mes mots — qui s'appelle Scorsese, l'auteur d'un navet, La Dernière Tentation du Christ. Quand on déchaîne l'irrationnel, il ne faut pas s'étonner de la suite des choses. Je ne réclame pas la censure, mais le viol des consciences est inadmissible. »
Le 24 février 1989, cinq personnes sont tuées par la police lors d'une manifestation devant le consulat britannique à Bombay. Plusieurs autres personnes sont mortes en Égypte et ailleurs. Des communautés musulmanes organisent des autodafés publics. Des violences sont commises à travers le monde :
- Le 28 février 1989[26], attentats contre des librairies à l’université de Californie à Berkeley qui proposait le roman et contre les bureaux de Riverdale Press, un hebdomadaire du Bronx, en réponse à un éditorial qui défendait le droit de lire le livre.
- Le 11 juillet 1991, le traducteur japonais de Rushdie Hitoshi Igarashi est poignardé à mort[27] à l'université de Tsukuba, province d'Ibaraki, où il enseignait ; son traducteur italien, Ettore Capriolo (it), a été poignardé à Milan quelques jours plus tôt.
- En octobre 1992, il fait sa première apparition publique depuis la fatwa lancée contre lui, à Helsinki, dans le cadre de l’assemblée annuelle du Conseil nordique, au côté de Bernard-Henri Lévy, qui lui cédera son temps de parole[28].
- En 1993, à Oslo, l'éditeur norvégien de Rushdie, William Nygaard, survit de justesse à plusieurs coups de feu.
- Le 2 juillet 1993, trente-sept personnes sont tuées lorsque leur hôtel à Sivas en Turquie est incendié par des manifestants contre Aziz Nesin, le traducteur turc de Rushdie[27].
- Deux ecclésiastiques, saoudien et tunisien, qui avaient dénoncé la fatwa sont abattus dans la Grande Mosquée de Bruxelles[5] en 1989[29].

Le musicien pop Cat Stevens — converti à l'islam depuis 1977 et ayant pris le nom de Yussuf Islam — déclara être lui-même opposé aux écrits de l'écrivain et ne montrer aucune opposition à la fatwa. La controverse soulevée par cette déclaration le poussa à préciser dans un communiqué qu'il n'encourageait pas personnellement l'application de la fatwa appelant à l'assassinat de Rushdie.
Après la mort de Khomeini en 1989, Rushdie a publié un essai en 1990, De bonne foi, en signe d’apaisement et a publié des excuses dans lesquelles il a réaffirmé son respect pour l’islam.
Le 24 septembre 1998, le gouvernement iranien annonce officiellement son renoncement à accomplir la fatwa, mais déclare qu'elle ne pouvait être annulée selon la loi islamique. Même si la menace de mort qui pèse sur lui n'est pas pour autant relevée, Rushdie abandonne alors son nom d'emprunt Joseph Anton.
L'ayatollah Hassan Saneii, à la tête de la fondation du 15 de Khordad (bonyad-e punzdah-e khordad, soumise à l'autorité du guide de la révolution de l'Iran), lance régulièrement des annonces de primes pour la mort de Rushdie. Ainsi, déclare-t-il en 2003 qu'il augmentait la récompense de 2,8 millions de dollars US à 3 millions de dollars US. Le même groupe déclare le 14 février 2006 par communiqué de presse : « La fatwa de l'imam Khomeiny à propos de l'apostasie de Salman Rushdie restera en vigueur éternellement ».
En septembre 2012, il porte la récompense pour le meurtre de Salman Rushdie à 3,3 millions de dollars US.
En juin 2007, Salman Rushdie est titré chevalier par la reine du Royaume-Uni, Élisabeth II. Cette distinction provoque la colère du Pakistan. Une résolution est votée par le parlement pakistanais exigeant le retrait de ce titre. Le ministre des Affaires étrangères, Ijaz Ul-Haq, estime que cette décoration pourrait justifier des attentats-suicide. Ces protestations officielles sont accompagnées de manifestations au Pakistan où des effigies de la reine Élisabeth II et de Salman Rushdie sont brûlées. L'Iran condamne également cette distinction et des voix politiques et religieuses rappellent que la fatwa contre l'écrivain est toujours en vigueur. D'autres réactions ont eu lieu en Égypte, en Malaisie, en Afghanistan et en Inde.

### Réactions
L'attaque contre la liberté de l'artiste d'une part, et contre la liberté d'expression d'autre part, suscite une émotion considérable dans le monde, dans les pays laïcs en particulier, mais pas seulement, et nombre de personnalités et d'auteurs, tels que Milan Kundera, prennent la défense de l'écrivain et du libre-penseur.

### International Gorillay
En 1990, peu après la parution des Versets sataniques, sort un film pakistanais intitulé International Guerillas (en version originale International Gorillay), dans lequel Rushdie est dépeint comme un comploteur désireux de causer la chute du Pakistan en ouvrant une chaîne de casinos et de boîtes de nuit dans le pays. Le film obtient une certaine popularité auprès des spectateurs pakistanais, et il « présente Rushdie comme une sorte de Rambo poursuivi par quatre guerilleros pakistanais ».
La British Board of Film Classification refuse de délivrer au film un certificat (pour cause de « diffamation criminelle »), entraînant de fait son interdiction en Grande-Bretagne. Cependant, l'interdiction est levée deux mois plus tard lorsque Rushdie écrit lui-même à l'organisme, déclarant que bien qu'il pense que le film soit « une bêtise incompétente et fausse », il ne porterait pas plainte si celui-ci sortait. Plus tard, il déclare que « si le film avait été interdit, il serait devenu la dernière vidéo à la mode en ville : tout le monde l'aurait vu ». Bien que le film ait été un succès au Pakistan, il passe inaperçu en Occident. Rushdie déclare qu'une partie du film est réellement comique, celle où son personnage torture un combattant pakistanais en lui lisant des extraits des Versets sataniques.

## Tentative d'assassinat

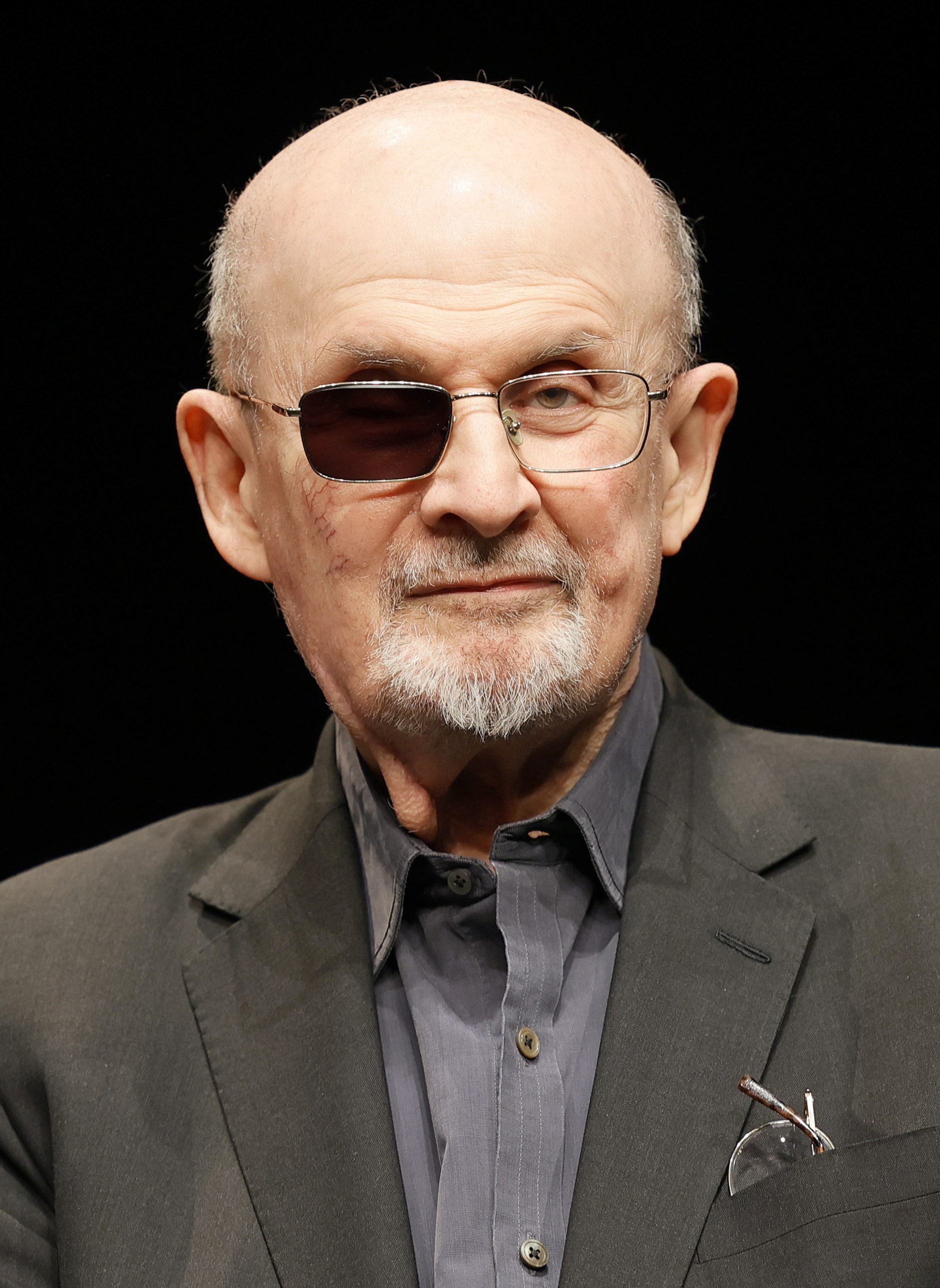
Salman Rushdie en 2024

Le vendredi 12 août 2022, alors qu’il s’apprête à prendre la parole lors d’une conférence dans la ville de Chautauqua (New York), Salman Rushdie est soudainement agressé et poignardé d'au moins 15 coups de couteau au cou et à l'abdomen. L'agresseur est maîtrisé par des membres de l'assistance et Rushdie reçoit les premiers soins d'urgence de la part d'une médecin présente dans la salle,.
Rushdie est transporté en hélicoptère vers un hôpital d'Érié, où il est opéré en urgence, selon son agent Andrew Wylie, qui précise d'abord au New York Times que l’écrivain est placé sous respirateur artificiel et qu’il pourrait perdre un œil. Son foie est également endommagé. Cependant, le samedi 13, l'écrivain peut parler à ses proches et est débranché du respirateur.
Son agresseur, Hadi Matar, 24 ans, originaire de l'État du New Jersey, est arrêté par la police et placé en détention,. Chiite d'origine libanaise, il avait exprimé sur Facebook son soutien aux Gardiens de la révolution islamique iranienne. Sa photo de profil affichait un portrait de l'ayatollah Khomeiny. C'est un soutien du Hezbollah. Dans un bref communiqué, le parti de Dieu se refuse à tout commentaire. Hadi Matar utilise un faux permis de conduire au nom de Hassan Moghniah, en hommage au terroriste du Hezbollah Imad Moughniyah. Des photos du général Qassem Soleimani sont retrouvées dans son application de messagerie instantanée. Hadi Matar est inculpé de « tentative de meurtre et agression » par le tribunal de Chautauqua. Il plaide non coupable.
La plupart des dirigeants, dans le monde entier, condamnent l'agression. Dans certains pays musulmans, l'attentat est salué par des extrémistes. Le 15 août 2022, Nasser Kanani, porte-parole du ministère des Affaires étrangères iranien, nie tout lien avec le suspect : « Dans cette attaque, seuls Salman Rushdie et ses partisans mériteraient d’être blâmés et même condamnés. » Le quotidien Kayhan, journal officiel du chef de l’État iranien, écrit : « Bravo à cet homme courageux et conscient de son devoir qui a attaqué l’apostat et le vicieux Salman Rushdie ». Dans le journal iranien Javan, il est écrit qu'il s'agit d'un complot des Etats-Unis qui « veulent propager l'islamophobie dans le monde ». Au Pakistan, le parti Tehreek-e-Labbaik Pakistan publie un communiqué dans lequel il est affirmé que Rushdie « méritait d'être tué ».
D'après le média indien Firstpost, l'ancien Premier ministre du Pakistan Imran Khan considère que si la colère du monde musulman/islamique à l'égard d'un roman controversé peut se comprendre, la tentative de meurtre est injustifiable.
En octobre 2022, son agent, Andrew Wylie, précise que Salman Rushdie a survécu à l'attentat mais a perdu l'usage d'une main et d'un œil à la suite de l'attaque, ; il souffre en plus d'un syndrome post-traumatique. Son nouveau roman intitulé Victory city est publié en février 2023.
Plusieurs écrivains et intellectuels se mobilisent pour le soutenir et écrivent un livre collectif, Penser Salman Rushdie, dont Edgar Morin, Pascal Bruckner, Tahar Ben Jelloun, Olivier Weber, Eric Fottorino, Pierre-André Taguieff .
En avril 2024, il publie Le Couteau aux éditions Gallimard, où il fait le récit de l’attaque qui dure 27 secondes avant que des membres du public n'interviennent, sans nommer par son nom l'auteur des coups de couteaux. Il s'explique sur son choix : « Dans Le Couteau, il y a « je » et il y a « il », son agresseur : Je ne voulais pas l’appeler par son nom. Pour Andy Warhol, chacun obtient ses « quinze minutes de gloire ». Lui, ses vingt-sept secondes sont écoulées, il peut retourner à l’anonymat »,.
Le 21 février 2025, Hadi Matar est finalement reconnu coupable par un jury américain, de tentative de meurtre et d'agression pour son attaque au couteau contre Salman Rushdie en 2022.

## Œuvre

### Romans
- Grimus, J.C. Lattès, 1977 ((en) Grimus, 1975), science-fiction
- Les Enfants de minuit ((en) Midnight's Children, 1981)Prix Booker
- La Honte ((en) Shame, 1983)
- Les Versets sataniques ((en) The Satanic Verses, 1988)
- Le Dernier Soupir du Maure ((en) The Moor's Last Sigh, 1995)
- La Terre sous ses pieds, Plon, 1999 ((en) The Ground Beneath Her Feet, 1999)
- Furie ((en) Fury, 2001)
- Shalimar le Clown ((en) Shalimar the Clown, 2005)
- L'Enchanteresse de Florence, Plon ((en) The Enchantress of Florence, 2008)
- Deux ans, huit mois et vingt-huit nuits, Actes Sud, 2016 ((en) Two Years Eight Months and Twenty-Eight Nights, 2015)
- La Maison Golden, Actes Sud, 2018 ((en) The Golden House, Random House, 2017)  (ISBN 978-2-330-10891-5)
- Quichotte, Actes Sud, 2020 ((en) Quichotte, Random House, 2019), trad. Gérard Meudal  (ISBN 978-2-330-13942-1)
- La Cité de la victoire, Actes Sud, 2023 ((en) Victory City, Random House, 2023), trad. Gérard Meudal  (ISBN 978-2-330-18122-2)[58]).
- Le couteau. Réflexions suite à une tentative d'assassinat, Gallimard ((en) Knife, 2024), trad. Gérard Meudal.

### Recueil de nouvelles
- (en) The Prophet's Hair, 1981, nouvelle
- Est, Ouest ((en) East, West, 1994)

### Essais
- Le Sourire du Jaguar ((en) The Jaguar Smile: A Nicaraguan Journey, 1987)
- Patries imaginaires ((en) Imaginary Homelands: Essays and Criticism, 1981-1991, 1992)
- Franchissez la ligne ((en) Step Across This Line: Collected Nonfiction 1992-2002, 2002)
- Langages de vérité : Essais 2003-2020, Actes Sud, 2022, trad. Gérard Meudal, 432 p.  (ISBN 978-2-330-17258-9)

### Autobiographie
- Joseph Anton : une autobiographie, Plon ((en) Joseph Anton, 2012)  (ISBN 2-259-21485-1)

### Littérature d'enfance et de jeunesse
- Haroun et la Mer des Histoires ((en) Haroun and the Sea of Stories, 1991)
- Lukas et le feu de la vie, Plon ((en) Luka and the Fire of Life, 2010)

## Analyse de l'œuvre
Rushdie est très influencé par la littérature moderne. Les Enfants de minuit emprunte des thèmes du roman Le Tambour de Günter Grass, dont Rushdie déclare qu'il a inspiré sa volonté de devenir écrivain. Le roman Les Versets sataniques est aussi clairement influencé par le roman russe Le Maître et Marguerite de Mikhaïl Boulgakov.
L'Inde et le Pakistan sont les thèmes respectivement des Enfants de minuit et de La Honte. Dans ses œuvres suivantes, Rushdie s'est tourné vers le monde occidental avec Le Dernier Soupir du Maure (The Moor's Last Sigh), explorant les liens culturels et commerciaux entre l'Inde et la péninsule Ibérique, et La Terre sous ses pieds (The Ground Beneath Her Feet), œuvre dans laquelle est décrite l'influence du rock 'n' roll américain sur l'Inde.

## Filmographie

### En tant qu'acteur
- Le Journal de Bridget Jones de Sharon Maguire (2001) : Hugh Grant et Renée Zellweger lui demandent la direction des toilettes. Il joue son propre rôle, invité lors de la soirée de lancement d'un livre.
- Peter's Friends de Kenneth Branagh (1992) : il signe une copie de son roman controversé, Les Versets sataniques ; très brève, cette apparition peut passer inaperçue.
- Une histoire de famille de Helen Hunt (2008) : le docteur Masani.
- Larry et son nombril (saison 9, épisode 3)

### En tant que scénariste
- 1993 : Jackanory, série TV
- 2012 : Der goldene Zweig de Matthias Zucker, court-métrage
- 2012 : Midnight's Children de Deepa Mehta Prix du meilleur scénario aux prix Écrans canadiens de 2013.

### En tant que producteur
- 2012 : Midnight's Children de Deepa Mehta

## Distinctions
Salman Rushdie a reçu de nombreuses distinctions dont le prix littéraire de l'Union européenne.
L’écrivain est l’un des invités d’honneur du Festival international littéraire Métropolis bleu, qui se tiendra du 24 au 27 avril à Montréal.
Il a en partie inspiré le personnage fictif de Mamoon Azam dans le livre de de Hanif Kureishi Le Dernier Mot (d), paru en 2014.

### Prix
- 1981 : Prix James Tait Black
- 1981 : Prix Booker pour Les Enfants de minuit
- 1985 : Prix du Meilleur Livre étranger pour La Honte
- 1988 : Prix Costa pour Les Versets sataniques
- 1992 : Tucholskypriset (sv)
- 1992 : Prix de l'État autrichien pour la littérature européenne
- 1992 : Prix Mythopoeic pour Haroun et la mer des histoires
- 1995 : Prix Costa pour Le Dernier Soupir du Maure
- 1996 : British Book Awards (en) dans la catégorie Auteur britannique de l'année
- 1996 : Prix Aristeion (en) dans la catégorie prix littéraire européen
- 2005 : Vodafone Crossword Book Award pour Shalimar le Clown
- 2007 : Cultural Humanism Award de l'Université Harvard[61]
- 2008 : Prix The Best of the Booker (en) (prix du meilleur Booker Prize)
- 2008 : Prix James Joyce[62]
- 2009 : St. Louis Literary Award (en)
- 2009 : National Arts Awards (en) pour sa grande contribution dans le domaine des Arts
- 2010 : Common Wealth Award of Distinguished Service (en) dans la catégorie littérature
- 2010 : Golden PEN Award (en)
- 2014 : PEN Pinter Prize (en)[63]
- 2014 : Hans Christian Andersen Literature Award (en)
- 2015 : Médaille d'or du Círculo de Bellas Artes (es)
- 2015 : Prix Norman Mailer (en)[64]
- 2023 : Prix de la paix des libraires allemands
- 2025: Grand Prix Métropolis bleu (du Festival international littéraire Métropolis bleu)[65]

### Nominations
- 1997 : Prix James Tiptree, Jr. pour The Firebird's Nest dans The New Yorker
- 2005 : Prix Costa pour Shalimar le Clown
- 2007 : International IMPAC Dublin Literary Award pour Shalimar le Clown

### Honneurs
- Docteur honoris causa de l'université de Liège le 24 septembre 1999[66]
- Docteur honoris causa de l'Université Chapman
- Professeur honoraire au Massachusetts Institute of Technology
- Knight Bachelor, anobli par la reine Élisabeth II le 16 juin 2007
- Membre de la Royal Society of Literature
- Président du PEN American Center

### Décorations
- 19 février 1993 :  Commandeur de l'ordre des Arts et des Lettres[67]

### Vidéo
- Dossier vidéo consacré à la fatwa à laquelle il est condamné, sur le site de l'Institut national de l'audiovisuel (INA)